# Darin

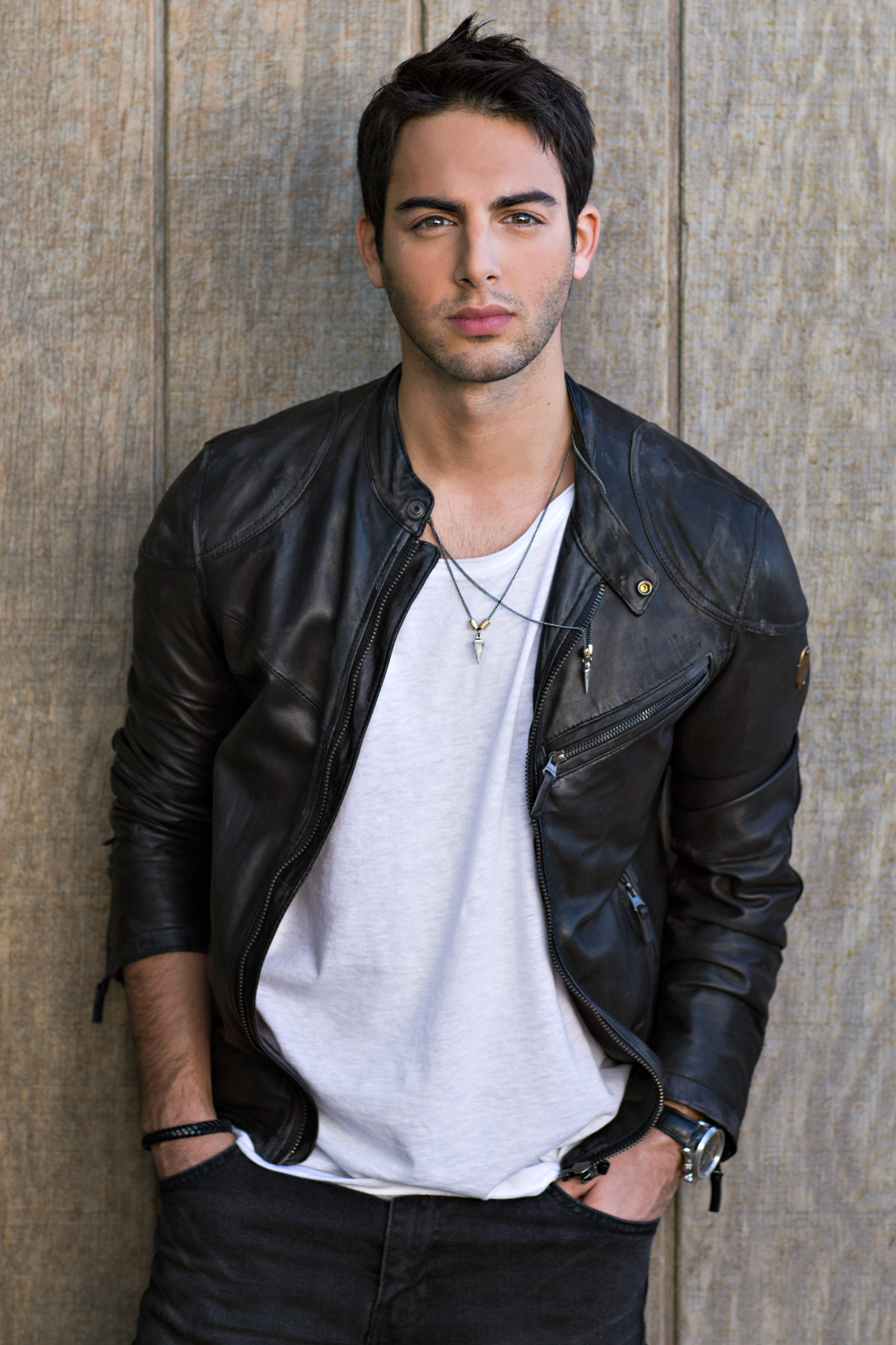
Darin (2014)

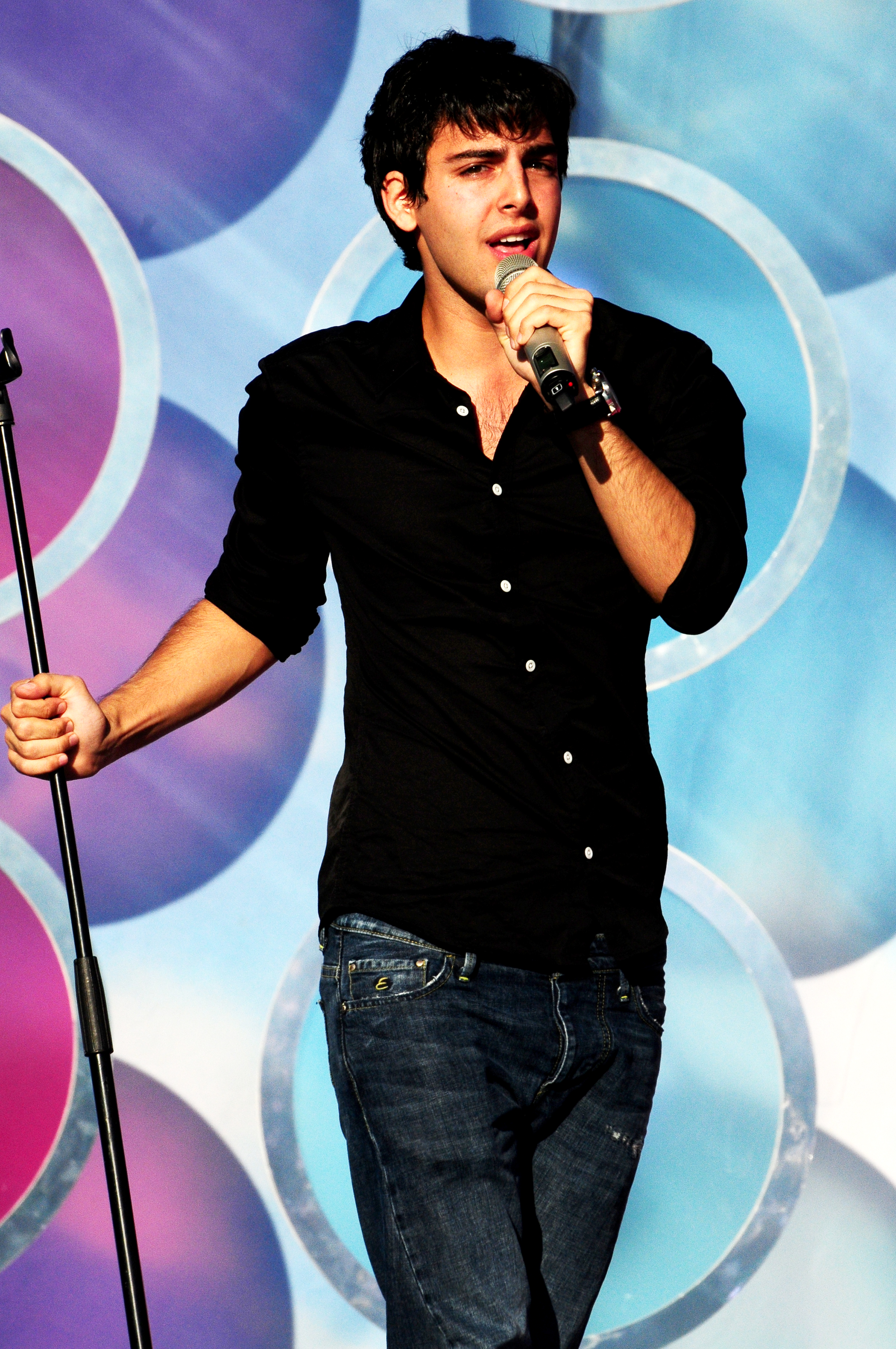
Darin

Darin Zanyar (Stockholm, 2 juni 1987), artiestennaam Darin, is een Zweedse singer-songwriter van Koerdische afkomst. Darin vergaarde nationale bekendheid in Zweden na zijn deelname aan de Zweedse versie van Idols in 2004. Tussen 2006 en 2012 heeft Darin vier nummers met een notering in de Zweedse hitlijsten gehad.
Darin begon met het schrijven van liederen op 14-jarige leeftijd. Vanaf 2004 heeft hij veel van zijn eigen materiaal geschreven in samenwerking met RedOne en Bilal Hajji. Samen schreven zij onder andere Step Up, B what u wanna B, Breathing Your Love en See U At The Club. In 2008 schreef hij zijn eerste single voor de Amerikaanse boyband V Factory samen met producent Twin. Het nummer kwam in de top 40 van de Amerikaans Billboard lijst. In 2010 schreef hij samen met Tony Nillson het nummer Foolish voor de Britse X Factor winnaar Shayne Ward. In 2011 schreef hij het nummer All This Way voor de Zweedse Idol winnares Amanda Fondell.

## Discografie

### Albums
- 2005 – The Anthem
- 2005 – Darin
- 2006 – Break The News
- 2008 - Flashback
- 2010 - Lovekiller
- 2013 – Exit
- 2015 - Fjärilar i magen
- 2017 - Tvillingen
- 2023 - En annan jag

### Singles
- 2005 – "Money for Nothing"
- 2005 – "Why Does It Rain"
- 2005 – "Step Up"
- 2005 – "Who's That Girl"
- 2005 – "Want Ya!"
- 2006 – "Perfect"
- 2006 – "Everything But The Girl"
- 2006 – "Desire"
- 2007 – "Insanity"
- 2008 – "Breathing Your Love" feat. Kat DeLuna
- 2008 – "See U At The Club"
- 2008 – "Runaway"
- 2008 – "What If"[förtydliga]
- 2009 – "Viva La Vida"
- 2010 – "You're Out Of My Life"
- 2010 – "Can't Stop Love"
- 2010 – "Lovekiller"
- 2010 – "Microphone"
- 2012 – "Nobody Knows"
- 2012 – "Stockholm"
- 2012 – "En Apa Som Liknar Dig"
- 2012 – "I Can't Get You Off My Mind"
- 2012 – "Astrologen"
- 2012 – "Seven Days a Week"
- 2013 – "Playing With Fire"
- 2013 – "So Yours"
- 2013 – "Check You Out"
- 2014 – "Dream Away" feat. Eagle-Eye Cherry
- 2014 – "All Our Babies" feat. Sophie Zelmani
- 2014 – "Mamma Mia"
- 2015 - "Ta mig tillbaka"
- 2017 - "Tvillingen"
- 2020 - "En säng av rosor"

### DVD
- 25 oktober 2006 - Tour Videos Interview

## Hitnotaties

### Singles
| Single met hitnotering(en) in de Vlaamse Ultratop 50 | Datum van verschijnen | Datum van binnenkomst | Hoogste positie | Aantal weken | Opmerkingen |
| ---------------------------------------------------- | --------------------- | --------------------- | --------------- | ------------ | ----------- |
| So yours                                             | 2013                  | 06-04-2013            | tip81*          |              |             |

- Gemeinsame Normdatei: 135486785
- International Standard Name Identifier: 0000 0000 5825 0740
- Library of Congress Control Number: n2016011466
- MusicBrainz: 0fd3616c-36b2-44af-8b05-7d5675ed7267
- LIBRIS: 373652
- Virtual International Authority File: 80216433
- WorldCat: E39PBJxrXK49HKgVY8vryFdhHC